# Schleichverkehr
Mit dem Begriff Schleichverkehr wird in der Verkehrsplanung die ungewollte Verlagerung des Kfz-Verkehrs von überlasteten Hauptverkehrsstraßen auf Wohn- oder Nebenstraßen beschrieben. Dieser Effekt tritt insbesondere bei rasterförmigen Netzformen auf und führt zu einer Störung der verkehrsberuhigten Nebenstraßen.